# Cantone di Nicoya
Il cantone di Nicoya è un cantone della Costa Rica facente parte della provincia di Guanacaste.

## Geografia antropica

### Suddivisioni amministrative
Il cantone  è suddiviso in 7 distretti:
- Belén de Nosarita
- Mansión
- Nicoya
- Nosara
- Quebrada Honda
- Sámara
- San Antonio